# 1世代：我們的世代
《1世代：我們的世代》（英語：One Direction: This Is Us）是2013年由英国-爱尔兰男子团体1世代出演的一部3D纪录式电影。电影主要讲述了1世代全球巡演的點滴，穿插了团体在倫敦O2體育館演唱會演出的镜头。电影于2013年8月20日在英国萊斯特廣場首演，并于29日在英国正式上映。《我們的世代》 在北美取得了$28,873,376票房收入，在其它国家则取得了$38,455,345票房收入，全球票房收入总共为$67,328,742，成为史上票房收入第4高的音乐会电影。电影上映后获得了褒贬不一的影评，影片在烂番茄根据85份影片获得64新鲜度。在Metacritic上，影片则获得49分综评。

## 演员
- 路易·湯姆林森
- 贊恩·馬利克
- 連恩·佩恩
- 哈利·斯泰爾斯
- 奈爾·霍蘭